# Buath
Buath fou un lloc de l'Hijaz on es va lliurar el 617 una batalla entre les dues tribus de Medina, els Aws i els Khazradj. Estava situada a la part sud-est de l'oasi de Medina, en territori dels Banu Kurayza.
Els Aws, amb el suport de les tribus jueves del Kurayza i els Nadir, i dels nòmades Muzayna, van aconseguir la victòria. Els caps de les dues tribus van morir a la lluita. Finalment, després de la batalla, es va establir una treva provisional.